# 콜트 스타디움
콜트 스타디움(Colt Stadium)은 미국 텍사스주 휴스턴에 위치한 야구장이다. 과거 MLB 휴스턴 콜트 포티파이브스의 홈구장으로 사용했는데 더위-모기 때문에 곤욕을 치렀다.
휴스턴에서 사용된 후 멕시코 두 도시에서 사용하기 위해 해체되어 옮겨졌다.